# Sint-Martinuskerk (Hillesheim)
De Sint-Martinuskerk (Duits: St. Martin) is een katholieke parochiekerk in Hillesheim, een stad in de Landkreis Vulkaneifel in de Duitse deelstaat Rijnland-Palts. Het als monument erkende godshuis werd gebouwd in de jaren 1852-1853 en is centraal gelegen aan de Graf-Mirbach-Platz.

## Beschrijving
De kerk werd als een classicistische zaalbouw gebouwd in 1851-1853 op de resten van een ouder gebouw uit 1500. Vanaf 1971 tot 1973 werd de kerk grondig gerenoveerd; in 2001 werd het interieur voorzien van een nieuwe verflaag.
De kerk is aan de heilige Martinus van Tours gewijd. De aartsengel Michaël is de tweede schutspatroon van de kerk.

## Inrichting
- Een groot pestkruis van 1661;
- Een sacramentshuis uit 1602 met een chronogram van Lothar von Metternich, keurvorst van Trier;
- De kansel met klankbord uit 1662 met figuren van de vier Evangelisten;
- Paaslampen uit 1662;
- Tabernakel met bronzen rooster van 1971.

## De ramen
Na de Eerste Wereldoorlog werd een raam ter herinnering aan de gevallenen geplaatst. De meeste glas in loodramen werd na 1945 in Trier vervaardigd.

## Het orgel
De kerk bezit een uit het jaar 1772 stammend barok orgel uit de werkplaats van de bekende Hunsrücker orgelbouwfamilie Stumm.

## Afbeeldingen

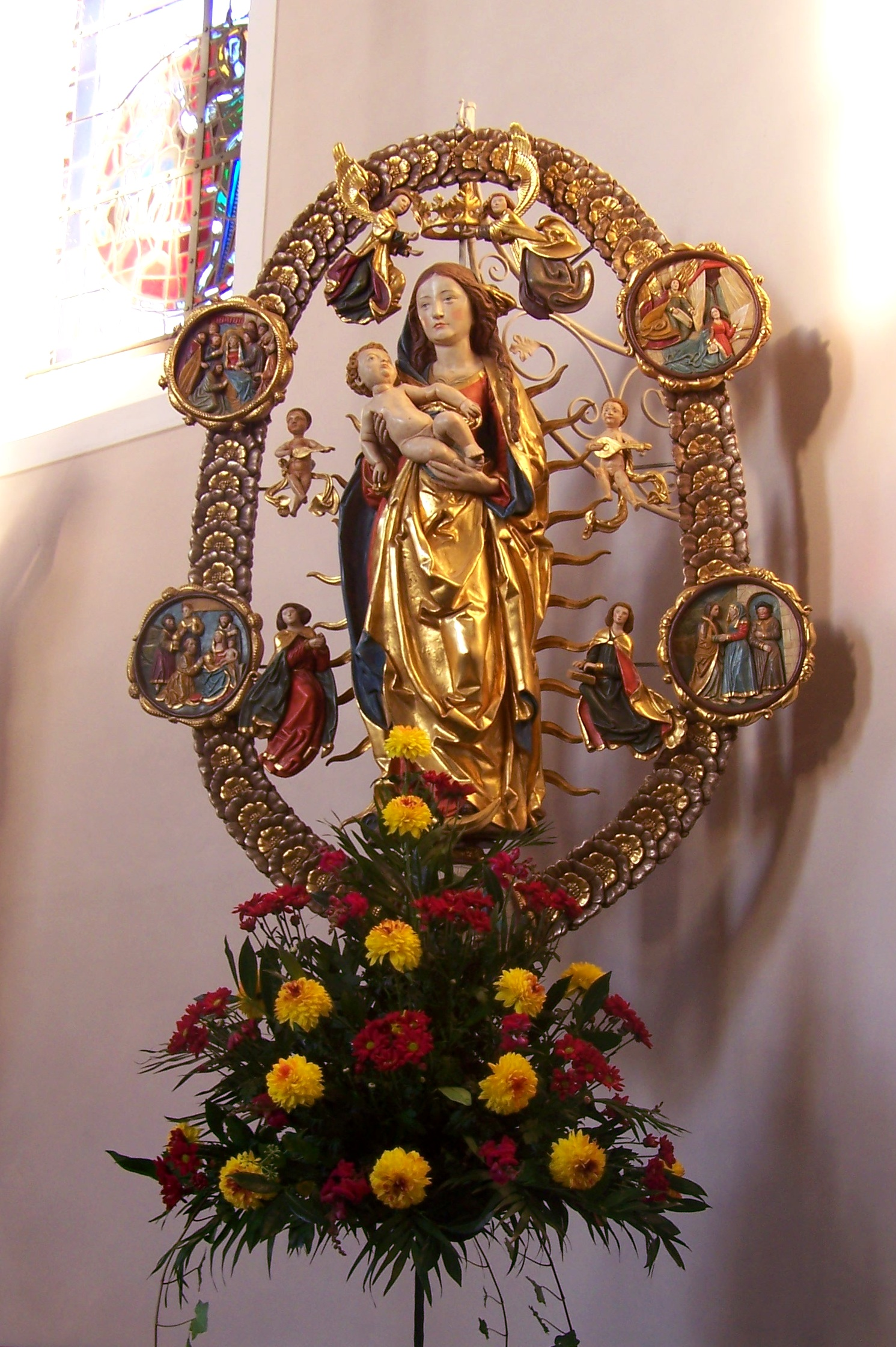
Kransmadonna
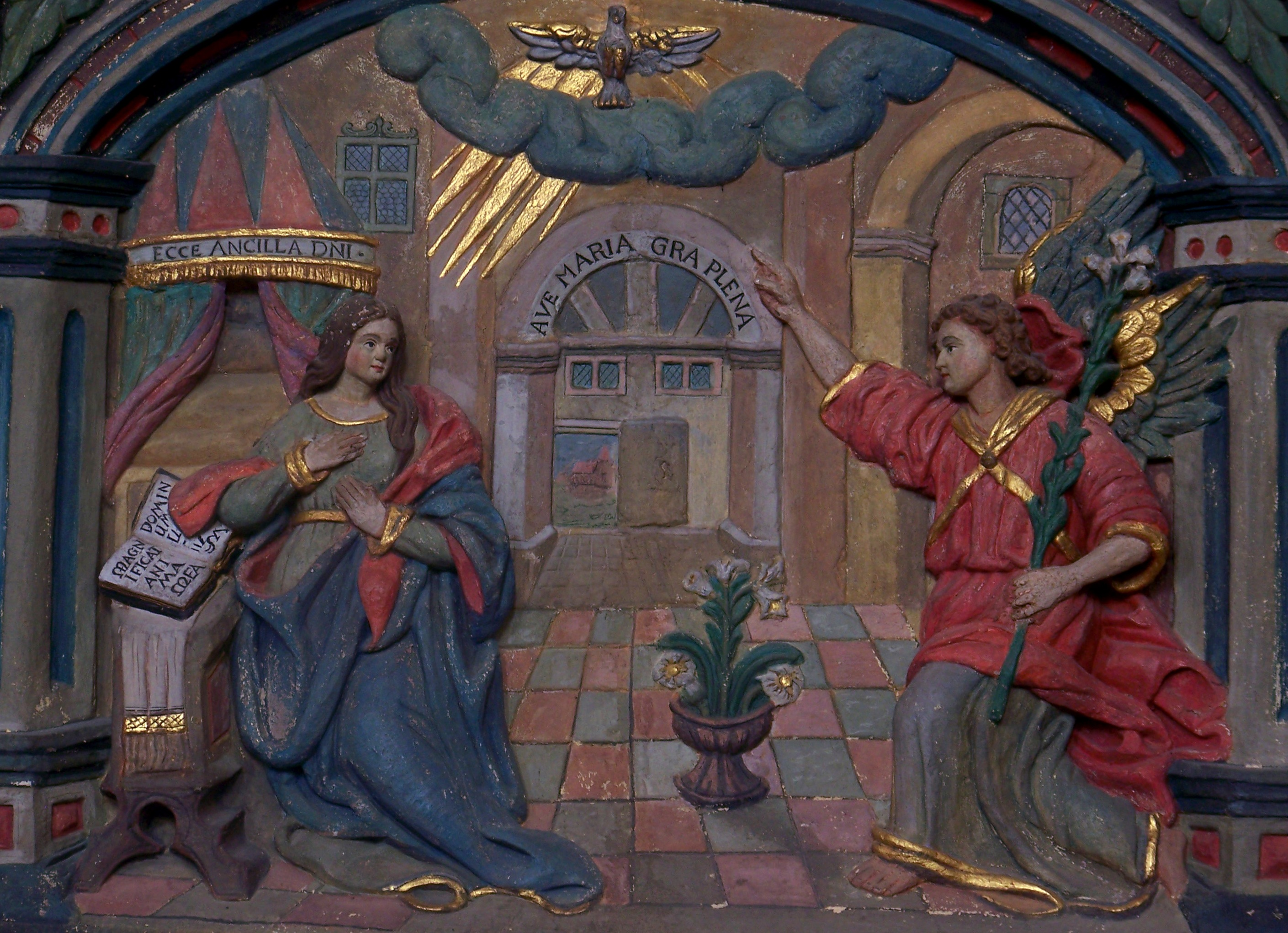
Detail zij-altaar Maria-Boodschap
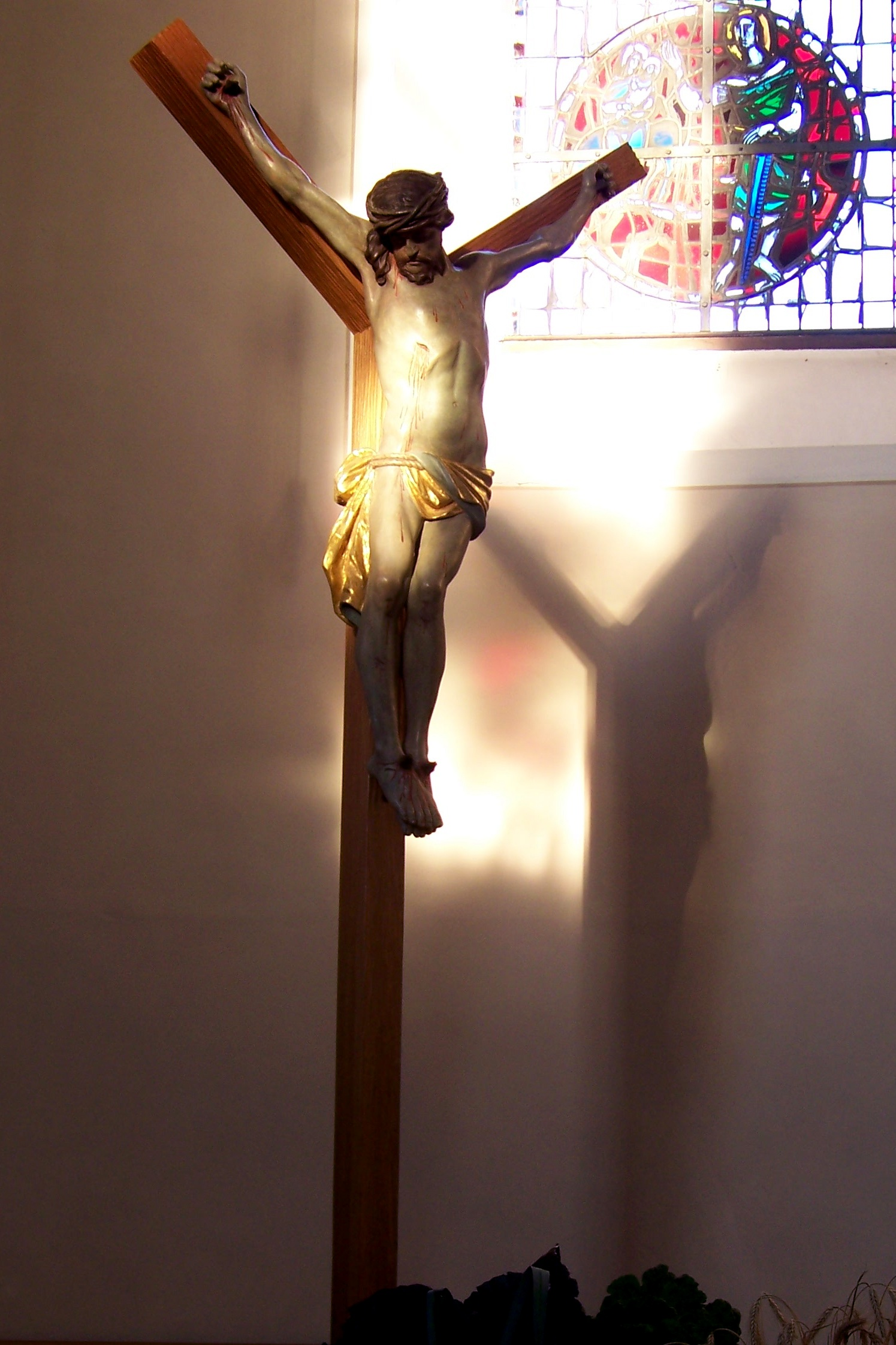
Pestkruis
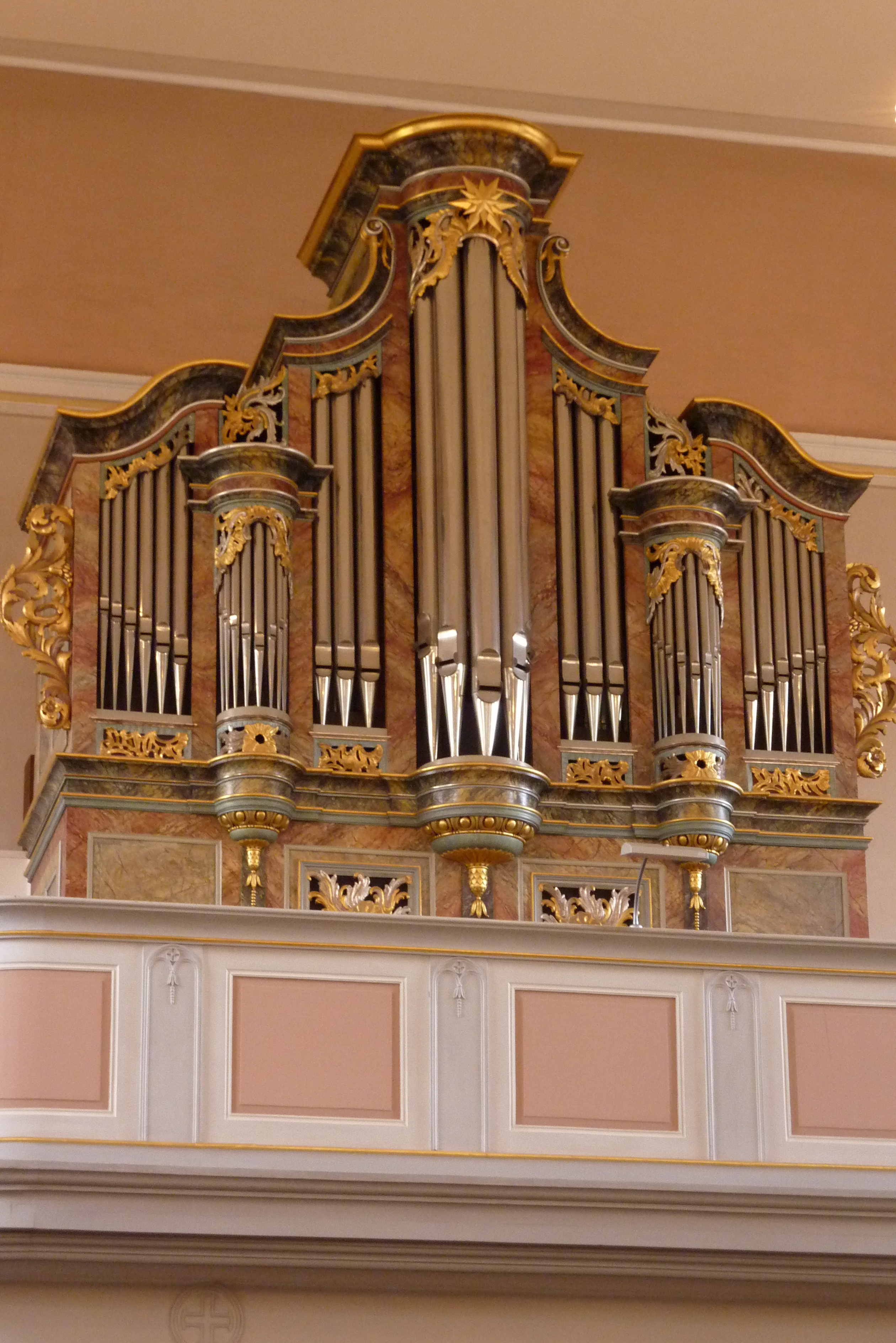
Orgel
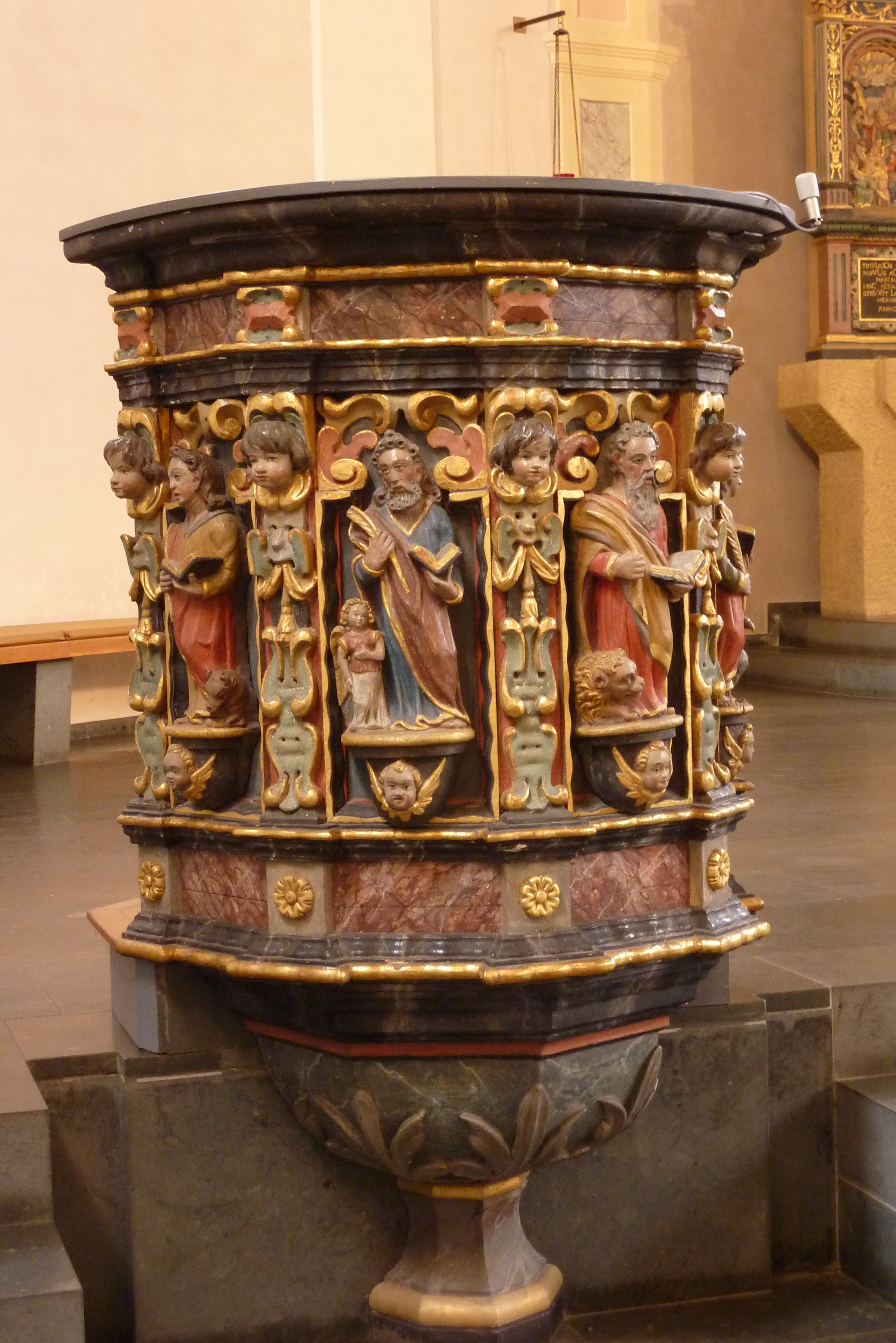
Preekstoel
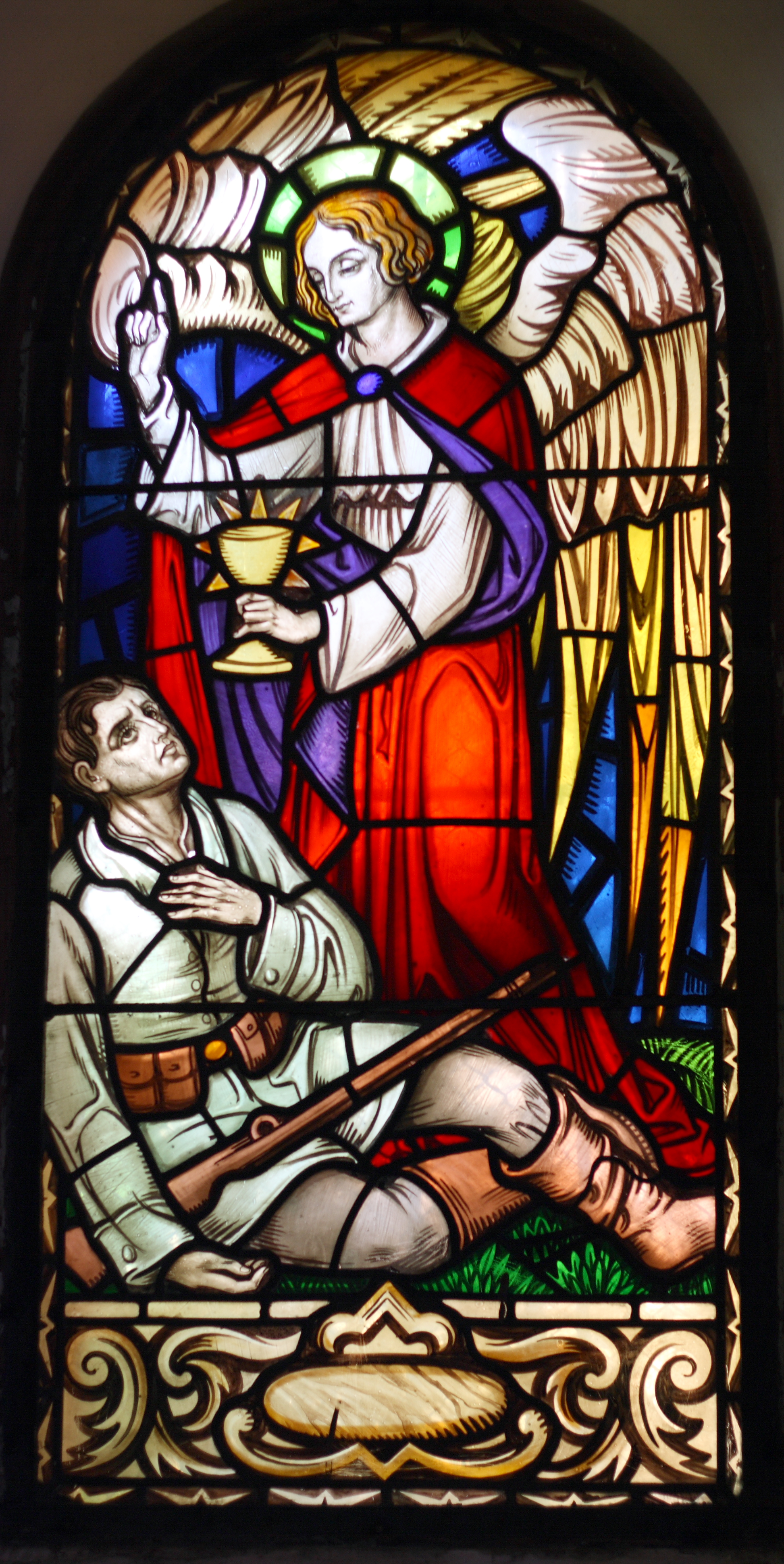
Herdenkingsraam